# Bancroft (Nebraska)
Bancroft es una villa ubicada en el condado de Cuming en el estado estadounidense de Nebraska. En el Censo de 2010 tenía una población de 495 habitantes y una densidad poblacional de 522,19 personas por km².

## Geografía
Bancroft se encuentra ubicada en las coordenadas 42°0′38″N 96°34′24″O / 42.01056, -96.57333. Según la Oficina del Censo de los Estados Unidos, Bancroft tiene una superficie total de 0.95 km², de la cual 0.95 km² corresponden a tierra firme y (0%) 0 km² es agua.

## Demografía
Según el censo de 2010, había 495 personas residiendo en Bancroft. La densidad de población era de 522,19 hab./km². De los 495 habitantes, Bancroft estaba compuesto por el 92.93% blancos, el 0% eran afroamericanos, el 1.82% eran amerindios, el 0.2% eran asiáticos, el 0% eran isleños del Pacífico, el 2.42% eran de otras razas y el 2.63% pertenecían a dos o más razas. Del total de la población el 2.42% eran hispanos o latinos de cualquier raza.